# Socjaldemokratyczna Partia Wolnego Miasta Gdańska
Socjaldemokratyczna Partia Wolnego Miasta Gdańska (niem. SP – Sozialdemokratische Partei der Freien Stadt Danzig) – partia polityczna działającą w Wolnym Mieście Gdańsku w latach 1919-1936.

## Historia
W 1919, gdański oddział Socjaldemokratycznej Partii Niemiec odłączył się od swojej macierzystej organizacji i powołał własną partię. Nowa partia utrzymywała jednak bardzo bliskie kontakty z SPD i miała program polityczny zbliżony do programu niemieckiej socjaldemokracji. SP współrządziła Gdańskiem w koalicji z partiami centrowymi od sierpnia 1925 do października 1926 i ponownie od stycznia 1928 do sierpnia 1930. W 1930 po przejęciu władzy przez narodowych socjalistów (nazistów), socjaldemokraci przeszli do opozycji. W celu obrony przed atakami rosnących w siłę nazistów, powołali paramilitarną bojówkę Arbeiter-Schutzbund, liczącą 4,5 tys. członków. W październiku 1936 roku 120 polityków SP zostało aresztowanych i ostatecznie 14 października partię zdelegalizowano.

## Organizacja i liderzy
Gdańska partia socjaldemokratyczna czerpała wzorce organizacyjne od SPD. Najwyższym organem partii był Kongres (Parteitag), który był zwoływany co roku w kwietniu. Kongres wybierał Prezydium Partii oraz Komisję Rewizyjną. W 1928 partia liczyła 5418 członków, w tym 950 kobiet.
W latach 1919–1920 przewodniczącym był Julius Gehl, a od 1921 do rozwiązania partii w 1936 Arthur Brill. Funkcję sekretarza pełnił Johannes Mau. Partia była aktywna w gdańskim ruchu związkowym, który formalnie był niezależny, lecz praktycznie w pełni kontrolowany przez socjaldemokratów. Organizacją młodzieżową była Arbeiterjugendbund, licząca 450 członków.

## Prasa
Organem prasowym SP był ukazujący się w latach 1920-1936 dziennik Danziger Volksstimme.

## Przynależność międzynarodowa
Partia była członkiem Socjalistycznej Międzynarodówki Robotniczej. Arthur Brill był w latach 1929-1936 członkiem jej Komitetu Wykonawczego. Od 1931 do 1934 miejsce w Komitecie dzielił z Johannem Kowollem z Niemieckiej Socjalistycznej Partii Pracy w Polsce.

## Wybory do Volkstagu
| Rok  | Liczba głosów | %      | mandaty | % mandatów |
| ---- | ------------- | ------ | ------- | ---------- |
| 1920 | 24409         | 15,93% | 19      | 15,83%     |
| 1923 | 39755         | 24,12% | 30      | 25,00%     |
| 1927 | 61779         | 33,79% | 42      | 35,00%     |
| 1930 | 49965         | 25,25% | 19      | 26,39%     |
| 1933 | 37882         | 17,69% | 13      | 18,06%     |
| 1935 | 37729         | 16,05% | 12      | 16,67%     |